# Carmen Olmedo (vedette)
Carmen Olmedo (Lima, Perú, 1909 - Madrid, España, 1985) fue una primera actriz, bailarina, cancionista y vedette peruana que hizo carrera en Argentina, Chile y España.

## Carrera
Carmen Olmedo se crio en un seno artístico ya que su padre fue el reconocido torero español Antonio Olmedo "Valentín" y su madre la cantante Carmen Jaurequizar.
La vedette Carmen Olmedo reinó en los escenarios de los primeros teatros argentinos en las primeras décadas del siglo XX. Exclusiva tiple del Teatro Maipo durante la década de 1920, que por aquel entonces se solía llamar Teatro Esmeralda, brilló en numerosos espectáculos musicales de la época. Entre otras, formó compañías con primeras figuras argentinas como el gran Pepe Arias, Totón Podestá y Tito Lusiardo.
En la década de 1940 viaja a Chile para trabajar un largo tiempo allí junto a otras personalidades peruanas como la famosa estilista Elsa del Mar y el cantante Jesús Márquez. Trabajó en el Patio Andaluz junto a una compañía integrada  por Nicanos Molinare, la cancionista española Carmencita de la Cruz y la orquesta de Bernardo Lacasia.
En 1945 se instala en España donde trabaja en el Teatro Madrid, el Teatro de la Zarzuela y en el popular Teatro Fuencarral representando varias obras. Allí actúa con artistas como la vedette Celia Gámez, Maruja Boldoba, Virginia de Matos o Queta Claver. Formó una Compañía de revistas con el primer actor cómico español Pedrín Fernández.
Se hizo también muy conocida por sus entrevistas junto a su perrito "Lulú" al que solía llevar a sus funciones teatrales. Con su obra Vales un Perú, revista de Luis Tejedor y Luis Muñoz Lorente y música de Isi Fabra, logró mantenerse en cartel por mucho tiempo.
El 28 de marzo de 1930 teniendo veintiún años de edad se casa con el cómico argentino Pepe Arias pero su relación se desgastó debido a los celos y mal carácter de la vedette que precipitaron la ruptura de la pareja. Finalmente se divorciaron el 31 de julio de 1934. Con el tiempo se casó nuevamente, esta vez, con el banderillero Guillermo Martín. Con Martín vivió hasta el momento de su muerte en 1985.

## Teatro
- 1928: Caras sonrientes, revista original de Ivo Pelay, Luis César Amadori y Humberto Cairo, en la que participó Perlita Greco.
- 1928: Estrellas de fuego.
- 1928: Juventud, divino tesoro, junto a Azucena Maizani, Ángela y Victoria Cuenca, Perlita Greco, Lidia Desmond y Violeta Desmond.
- 1928: Bertoldo, Bertoldino y el otro, con Azucena Maizani, Manolo Rico, Perlita Grecco y Enriqueta Mesa.
- 1930: La polka del spiante
- 1930: Los 73 de Vieytes
- 1933: Obra estrenada en el Teatro Coliseo con la cancionista Lila Morales y el actor José Harold.
- 1942: ¡Vales un Perú!, junto al actor Pedrín Fernández.
- 1943: Nina no te hagas la estúpida, estrenada en el Teatro Apolo.
- 1945: Tres días para quererte.
- 1947: Tu-Tú, estrenado en el teatro Nuevo de Madrid.
- 1947: ¿Quién dijo miedo?.
- 1958: S. E. La Embajadora.[5]